# James Stephenson
James Stephenson (Selby, 14 aprile 1889 – Pacific Palisades, 29 luglio 1941) è stato un attore britannico.

## Biografia
Attore teatrale nella natia Gran Bretagna, James Stephenson debuttò sullo schermo nel 1937, all'età di 48 anni, interpretando inizialmente ruoli di supporto. L'anno successivo siglò un contratto con la Warner Brothers e si specializzò in parti da comprimario, generalmente di villain o di gentiluomini decaduti. Con il suo aspetto autorevole, il volto severo dai baffetti sottili, fu anche efficace interprete di personaggi militareschi, come il maggiore Henri de Beaujolais nel film Beau Geste (1939) accanto a Gary Cooper e Ray Milland.
Sempre nel 1939 apparve accanto a Bette Davis nel melodramma Il grande amore, e nel ruolo di Sir Thomas Egerton nel film in costume Il conte di Essex (1939), interpretato anche da Errol Flynn. Il genere avventuroso lo vide poi tra i protagonisti de Lo sparviero del mare (1940), ancora accanto a Flynn, mentre nello stesso anno interpretò il ruolo dell'aristocratico detective Philo Vance nel film Calling Philo Vance (1940), tratto dal racconto The Kennel Murder Case di S. S. Van Dine. La grande occasione giunse per Stephenson grazie al regista William Wyler, che lo volle nel cast del fosco melodramma Ombre malesi (1940). Nel ruolo dell'avvocato Howard Joyce, che tenta con ogni mezzo di far scagionare la sua cliente Leslie Crosbie (Bette Davis) dall'accusa di aver assassinato l'amante, Stephenson diede un'ottima interpretazione che gli fece guadagnare una candidatura all'Oscar al miglior attore non protagonista.
Ombre malesi rappresentò l'apice della carriera per Stephenson, che l'anno seguente interpretò ancora tre film, tra cui Shining Victory (1941), nel ruolo del dottor Paul Venner. Un infarto lo stroncò il 29 luglio 1941, all'età di 52 anni.

## Filmografia
- The Perfect Crime, regia di Ralph Ince (1937)
- The Man Who Made Diamonds, regia di Ralph Ince (1937)
- You Live and Learn, regia di Arthur B. Woods (1937)
- Take It from Me, regia di William Beaudine (1937)
- The Dark Stairway, regia di Arthur B. Woods (1938)
- Bandiere bianche (White Banners), regia di Edmund Goulding (1938)
- Mr. Satan, regia di Arthur B. Woods (1938)
- It's in the Blood, regia di Gene Gerrard (1938)
- When Were You Born, regia di William C. McGann (1938)
- Cowboy from Brooklyn, regia di Lloyd Bacon (1938)
- Boy Meets Girl, regia di Lloyd Bacon (1938)
- Nancy Drew Detective, regia di William Clemens (1938)
- Nel cuore del Nord (Heart of the North), regia di Lewis Seiler (1938)
- King of the Underworld, regia di Lewis Seiler (1939)
- Devil's Island, regia di William Clemens (1939)
- Torchy Blaine in Chinatown, regia di William Beaudine (1939)
- Secret Service of the Air, regia di Noel M. Smith (1939)
- The Adventures of Jane Arden, regia di Terry O. Morse (1939)
- On Trial, regia di Terry O. Morse (1939)
- Wanted by Scotland Yard, regia di Norman Lee (1939)
- Confessioni di una spia nazista (Confessions of a Nazy Spy), regia di Anatole Litvak (1939)
- Sons of Liberty, regia di Michael Curtiz (1939)
- Beau Geste, regia di William A. Wellman (1939)
- Il grande amore (The Old Maid) di Edmund Goulding  (1939)
- Espionage Agent, regia di Lloyd Bacon (1939)
- Il conte di Essex (The Private Lives of Elizabeth and Essex), regia di Michael Curtiz (1939)
- The Monroe Doctrine, regia di Crane Wilbur - cortometraggio (1939)
- Non siamo soli (We Are Not Alone), regia di Edmund Goulding (1939)
- Wolf of New York, regia di William C. McGann (1940)
- Calling Philo Vance, regia di William Clemens (1940)
- Murder in the Air, regia di Lewis Seiler (1940)
- Lo sparviero del mare (The Sea Hawk), regia di Michael Curtiz (1940)
- River's End, regia di Ray Enright (1940)
- La vita di Giulio Reuter (A Dispatch from Reuter's), regia di William Dieterle (1940)
- A sud di Suez (South of Suez), regia di Lewis Seiler (1940)
- Ombre malesi (The Letter), regia di William Wyler (1940)
- Flight from Destiny, regia di Vincent Sherman (1941)
- Shining Victory, regia di Irving Rapper (1941)
- Il diavolo con le ali (International Squadron), regia di Lothar Mendes e Lewis Seiler (1941)

## Doppiatori italiani
Nelle versioni in italiano dei suoi film, James Stephenson è stato doppiato da:
- Giorgio Capecchi in Il grande amore, Ombre malesi
- Mario Ferrari in Beau Geste
- Stefano Sibaldi in Il conte di Essex

## Riconoscimenti
Premi Oscar 1941 – Candidatura all'Oscar al miglior attore non protagonista per Ombre malesi